# Alternochelata
Alternochelata är ett släkte av kräftdjur. Alternochelata ingår i familjen Rutidermatidae.
Kladogram enligt Catalogue of Life:
| Alternochelata | \| \| Alternochelata neali \| \| \| \| \| \| Alternochelata polychelata \| \| \| \| \| \| Alternochelata sikorai \| \| \| \| |
|                | \| \| Alternochelata neali \| \| \| \| \| \| Alternochelata polychelata \| \| \| \| \| \| Alternochelata sikorai \| \| \| \| |
|                | Rutiderma |
|                | |
|                | Alternochelata neali |
|                | |
|                | Alternochelata polychelata                                                                                                   |
|                | |
|                | Alternochelata sikorai |
|                | |

|  | Alternochelata neali       |
|  |                            |
|  | Alternochelata polychelata |
|  |                            |
|  | Alternochelata sikorai     |
|  |                            |